# 이언 맥라건
이언 패트릭 맥라건(영어: Ian Patrick McLagan, 1945년 5월 12일 ~ 2014년 12월 3일)는 영국의 키보디스트로, 록 밴드 스몰 페이시스와 페이시스의 멤버로 가장 잘 알려져 있다. 그는 또한 롤링 스톤스와 협력하여 1970년대 후반부터 자신의 밴드를 이끌었다. 그는 2012년에 로큰롤 명예의 전당에 헌액되었다.